# مبادرة مصر تقرأ
أطلقت مكتبة مصر العامة في أكتوبر 2018 مبادرة «مصر تقرأ» بهدف نشر ثقافة القراءة والإطلاع بالأماكن الأكثر احتياجاً للخدمات الخارجية. وقد بدأت المبادرة في 2018 بأول مشروعاتها «مشروع مكتبة مصر العامة لتطوير المكتبات المدرسية» لتطوير مكتبات المدراس بهدف نشر الثقافة وجعل هذه المكتبات مكان جذب للطلاب بالمدراس.
2018 - 2020 استمر المشروع عامين تم خلالهما تطوير 22 مكتبة مدرسية  بالمناطق النائية بمحافظة الجيزة بالتعاون مع مديرية التربية والتعليم بمحافظة الجيزة.
وقد تم تنفيذ المشروع بالكامل على يد فريق متطوعي مصر تقرأ.